# Richwin von Weitershausen
Richwin von Weitershausen oder Wittershausen (* um 1465 in Mittelhessen; † 1512/24 vermutlich auf der Burg Bromberg oder in Kürnbach) war ein landgräflich hessischer und herzoglich württembergischer Forstmeister.

## Leben
Richwin von Weitershausen entstammte der niederadeligen Familie Weitershausen, die ihren Ursprung im hessischen Weitershausen bei Marburg hatte. Familienmitglieder stellten Vasallen der Abtei Hersfeld – einer ursprünglich ziegenhainischen, ab 1432 landgräflich hessischen Vogtei –, waren ziegenhainische Landsassen und hessische Ministeriale.

### Herkunft aus Mittelhessen
Johann III. (Henne) von Weitershausen († 1424/58), Richwins Großvater, war 1377 Verwalter, ab 1398 Amtmann zu Blankenstein und ab 1410 Amtmann zu Königsberg bei Gießen. 1423 wurde er für 800 Gulden, die er an den Landgrafen Ludwig I. von Hessen zahlte, Pfandinhaber der Burg Frauenberg und des Dorfes Wittelsberg. Er war verheiratet mit Grete († nach 1424), einer Tochter des Ritters Gerhard von Seelbach († nach 1381), und hatte die Söhne Kraft II. († 1474/90) und Wigand II. Seine Tochter Christine († 1481) war mit Sittich von Berlepsch (* 1436; † 1470) verheiratet.
Wigand II. von Weitershausen († 1484/90), Richwins Vater, ist 1469 als Amtmann des Stifts Kaufungen bezeugt. 1479 begleitete er den Landgrafen bei der Inbesitznahme der Grafschaft Katzenelnbogen. Wigand II. war mit einer niederadeligen NN. Schabe – vermutlich Schabe zu Staufenberg - verheiratet und hatte die Söhne Johann IV. († 1490/1501) und Richwin. Katherine von Weitershausen († nach 1526), eine Vorfahrin von Johann Wolfgang von Goethe, war Richwins Schwester; sie heiratete um 1486 Konrad Grebe († 1501/22) aus Marburg, Schultheiß zu Ebsdorf (1489) und zu Frauenberg-Wittelsberg (1492, 1500), und wurde Mutter des Kirtorfer Pfarrers Hedderich Grebbe († nach 1526) sowie des Rentmeisters Heinrich (Henritze) Grebe († 1547/48) zu Elnhausen.

### Übersiedlung in das Kirbachtal
1488 unterzeichnete Richwin von Wittershusen einen Absagsbrief württembergischer Adeliger an Graf Eberhard VI. von Württemberg, weil dieser das Frauenkloster Kirchheim belagert und beschädigt und damit den Frankfurter Landfrieden vom Reichstag 1486 gebrochen hatte.
Richwin, sein Bruder Johann IV. und ihr Vetter Wigand III. von Weitershausen († 1496/1522) erhielten 1490, nach dem Tod Wigands II.von Weitershausen, von Landgraf Wilhelm III. von Hessen eine Rente von 5½ Mark Marburger Währung aus dem Gericht Blankenstein als Mann- und Burglehen und eine Rente von 2½ Mark aus der Stadt Gießen als Burglehen. Um die Jahreswende 1491/92 befand sich Richwin in Württemberg und hielt sich unter anderem in Stuttgart auf; von dort ritt er mit dem Lichtenberger Amtmann Gernand V. von Schwalbach († um 1499) zurück nach Hessen.
Richwin heiratete Agathe von Utzlingen (Itzlingen), Tochter des Hans von Utzlingen († 1506/11) und der Margarethe Vogt von Rieneck. Eine Schwester († 1526) von ihr war mit Tristan (Tristram) Truchseß von Waldeck († 1553) verheiratet, der 1496 als Schwager eines Hans von Utzlingen und 1522 als Schwager von Richwins Sohn Ulrich bezeichnet wird. Richwin trat 1498 gegen 50 Goldgulden als Diener am Hof mit zwei oder drei Pferden in den Dienst des neu eingesetzten, elfjährigen Herzogs Ulrich von Württemberg, 1499 war er verwitwet und hatte einen unmündigen Sohn: Ulrich von Weitershausen oder Wittershausen genannt Richwin (* um 1495; † 1560), der herzoglich württembergischer Forstmeister wurde.
Richwin von Wyterßhusen beteiligte sich 1504 im Landshuter Erbfolgekrieg mit einer förmlichen „Absage“ (Fehdebrief) an Philipp von der Pfalz als Helfer an der Fehde des Herzogs Ulrich von Württemberg, der an der Seite des Herzogs Albrecht IV. von Bayern stand, gegen den pfälzischen Kurfürsten.

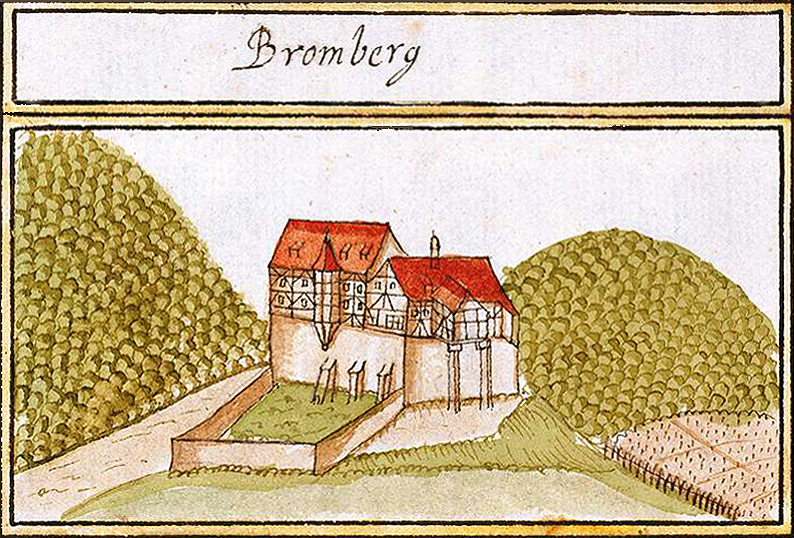
Burg Bromberg, Kiesersche Forstkarte, 1683

### Forstmeister auf dem Stromberg
Richwein von Wittershausen, Forstmeister am Stromberg, und sein Vorgänger Bartholomäus (Barthel) Lutz († nach 1520) waren 1508 in einem Prozess vor dem Stadtgericht Brackenheim unter den Schlichtern einer „Waldungsstrittigkeit“ zwischen den Gemeinden Niederhofen und Kleingartach. 1511 wird Richwin von Weitershausen als hessischer und 1512 als württembergischer Forstmeister auf dem Stromberg erwähnt; der Wald hinter der Burg Sternenfels war ein Kondominium der hessischen Grafschaft Katzenelnbogen und des Herzogtums Württemberg. Er besaß 1511 als Nachfolger des Hans von Utzlingen das württembergische Lehen der Burg Bromberg. Aus einer weiteren Ehe Richwins, vielleicht mit einer Schwester oder Kusine seiner ersten Frau, stammte die Tochter Margaretha von Weitershausen (1511–1549), die mit Reinhart von Stammheim (1509–1546) verheiratet war, einem Sohn von Wolf von Stammheim († 1541) und Magdalene von Wehingen († 1526).